# Стерлінг-Сіті (Техас)
Стерлінг-Сіті (англ. Sterling City) — місто (англ. city) в США, в окрузі Стерлінг штату Техас. Населення — 1121 особа (2020).

## Географія
Стерлінг-Сіті розташований за координатами 31°50′21″ пн. ш. 100°59′9″ зх. д. / 31.83917° пн. ш. 100.98583° зх. д. (31.839175, -100.985878).  За даними Бюро перепису населення США в 2010 році місто мало площу 2,54 км², уся площа — суходіл.

## Демографія
Згідно з переписом 2010 року, у місті мешкало 888 осіб у 335 домогосподарствах у складі 251 родини. Густота населення становила 350 осіб/км².  Було 419 помешкань (165/км²).
Расовий склад населення:
| - 87,8 % — білих - 1,9 % — корінних американців - 1,5 % — чорних або афроамериканців - 7,0 % — осіб інших рас |

До двох чи більше рас належало 1,8 %. Частка іспаномовних становила 36,5 % від усіх жителів.
За віковим діапазоном населення розподілялося таким чином: 24,5 % — особи молодші 18 років, 58,7 % — особи у віці 18—64 років, 16,8 % — особи у віці 65 років та старші. Медіана віку мешканця становила 42,5 року. На 100 осіб жіночої статі у місті припадало 99,6 чоловіків;  на 100 жінок у віці від 18 років та старших — 90,9 чоловіків також старших 18 років.
Середній дохід на одне домашнє господарство  становив 63 513 долари США (медіана — 53 015), а середній дохід на одну сім'ю — 75 093 долари (медіана — 65 577). Медіана доходів становила 60 677 доларів для чоловіків та 38 889 доларів для жінок. За межею бідності перебувало 17,3 % осіб, у тому числі 34,1 % дітей у віці до 18 років та 0,0 % осіб у віці 65 років та старших.
Цивільне працевлаштоване населення становило 372 особи. Основні галузі зайнятості: освіта, охорона здоров'я та соціальна допомога — 30,1 %, сільське господарство, лісництво, риболовля — 19,6 %, роздрібна торгівля — 9,7 %, транспорт — 6,2 %.